# 文成县
文成县在中國浙江省东南部，是温州市下辖的县，温州著名的侨乡。位于浙江省南部，东接瑞安，南临平阳、苍南，西南倚泰顺，西北连景宁，北界青田。县城距省会杭州市274公里，距温州市区62公里（均系直线距离），车距约91公里。縣政府駐大嶨鎮建設路125號。
文成縣名取自元末明初著名的政治家、軍事家謀略、文學家劉基（字伯温）的諡號。明朝開國元勳、大明軍師劉伯温死後，明朝第十位皇帝明武宗於公元一五一四年下了一道誥令，説劉基“慷慨有志，剛毅多謀，學為帝師，才稱王佐”，“佔事考祥，明有徵驗；運籌畫計，動中機宜”，是“渡江策士無雙，開國文臣第一”，故“今特贈爾為太師，諡號文成。”經緯天地為文，安民立政為成，合言之，文成就是經天緯地、立政安民的意思。

## 基本介绍

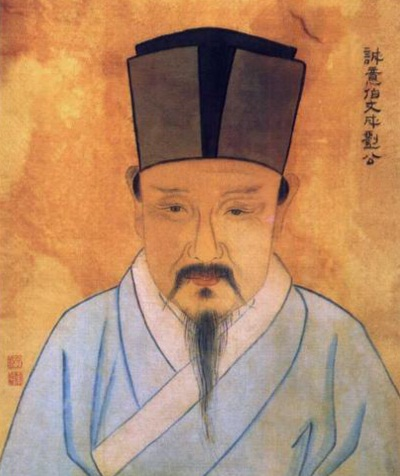
劉伯溫，諡號文成

文成县于1946年十二月，从瑞安、青田、泰顺三县边区析置而成，以明代軍事家、政治家、文学家刘文成（刘基，字伯温，諡文成）而命名。文成县是浙江省第二大侨乡，革命老根据地县，也是国家重点生态功能区。县域形态似薯叶，东西和南北距离各约40千米。最东点在田垄村，最西点在下后塘村，最南点在大路边村，最北点在金朱林场三根底林区。年平均气温18℃，年平均降水量1660毫米。
2020年7月，全国爱卫会确认文成县为2019年国家卫生乡镇县城。
文成县位于浙江省南部山区，温州市西南部，飞云江中上游，全县东接瑞安市，南临平阳县、苍南县，西南倚泰顺县、景宁县，北界青田县。县城距省会杭州市274千米，距温州市区62千米（均系直线距离），距温州市一小时车程。总面积1296.44平方千米，总人口40.86万人（2018年），辖8镇25乡。除汉族外，有畲族等10个少数民族。2000年全县总人口36.33万（2007年），其中畲族1.3万人。全年实现国内生产总值12.1亿元，职工年平均工资9733元，农民人均可支配收入1839.9元。以新56省道前往温州市为80公里，用时比以前缩短近1小时
文成属浙南山地，境内山峦起伏，连绵不绝，山地面积占全县总面积的82.5% ，俗称“八山一水一分田”。地势自西北向东南倾斜。最高为西北部的石垟林场杨顶峰，海拔1362米，最低为平和乡大垟口，海拔15米。山脉分属两支，江北属南田山脉，为洞宫山脉分支。江南为南雁荡山脉分支，从平阳县进入文成县，东入瑞安市。山顶上有平台为文成县山地的典型地貌。河流绝大部分属飞云江水系，主要河流是飞云江（中上游），横贯县境南部，流经10个乡镇，流程43.5公里。
文成具有光荣的历史历代名人辈出。自宋至清曾出现文武进士16人，南田武阳刘基，字伯温，元末进士，48岁始辅佐明太祖成帝业，官至御史中丞，封诚意伯，殁后追赠太师，是历史上杰出的军事家、政治家、文学家和哲学家。辛亥革命时，陈伯远参加光复杭州战斗，后升任兵役署中将副署长。北伐中张伟身先士卒，血洒疆场，为本县首位烈士。中国共产党诞生后县境成为革命根据地。在各革命时期文成人民为民族解放，作出了重大牺牲。中共建政後，全县追认烈士276人。1988年文成县被浙江省人民政府命名为革命老根据地县。建国后十源乡蒋声华被称为“一代工程巨匠”，其一家子孙7人均为高级知识分子，龙川赵超构，笔名林放，纵横报界数十载，是全国杰出的新闻工作者、著名杂文家。全国著名的美学专家施昌东、戏画高手施昌秀兄弟，旅居美国纽约州立大学教授林多梁博士，考古学家张学海，都在国内外享有盛誉，为科学、文学、艺术事业作出贡献。

## 经济概况
文成的工农业发展迅速。至2000年全县已拥有机械制造、电力、纺织、化工仪表、酿造、电机、印刷、制药、建筑材料、竹木加工、食品、陶瓷等行业，全年粮食作物播种面积14274公顷，粮食总产量70852吨，工农业总产值97910万元。
其中帝师杨梅干红酒、冰洋竹凉席、亨哈山珍食品被评为首届中国国际农博会名牌产品。经济的快速发展，推进了文成的城市化建设，促进了文教、体育、卫生事业的发展。2000年全年完成固定资产投资36045万元，大力改善了交通、邮电、电力、市政等基础设施，56省道的改建，至温州的行程缩短为1小时。2002年全县国内生产总值为15.28亿元，至2004年已达19.59亿元，农民人均纯收入也由2002年的2277元增至2004年的2674元。全县已拥有机械制造、电力、纺织、化工仪表、酿造、电机、印刷、制药、建筑材料、竹木加工、食品、陶瓷等行业。
文成县提出打造“生态旅游县”的发展目标，因势利导地利用生态环境优势包装投资项目，推出了涵盖基础设施建设、资源加工、生态旅游、生态工业等领域的49个项目，形成了货源丰富的“项目超市”。先后引进外资项目36个，实现招商引资人民币33.322亿元，美元350万，其中已建成投产或对外营业的项目10个。地处飞云江畔的文成县巨屿工业园区形成规模，56省道的改建，至温州的行程缩短为1小时正吸收着更多的企业入驻。
2009年，全年实现生产总值33.6亿元，同比增长10.2%；财政总收入3.69亿元，增长7.6%；完成全社会固定资产投资18.5亿元，增长28.6%；农民人均纯收入5312元，增长11.6%;城镇居民人均可支配收入16853元，增长10.3%。

## 交通
全县以大峃镇为中心枢纽，有发往各县市的班车。县城拥有2座客车站：
城南老车站：班车以发往温州市域内以及长途汽车：上海 杭州 温州 瑞安 福州 等大中城市的班车。发往温州和瑞安的班车为每15-20分钟一班，滚动发车。
客运中心：班车发往县内其他城镇

## 自然地理
文成县位于浙江省南部山区，温州市西部飞云江中上游，东邻瑞安市，南界平阳、苍南县，西倚泰顺、景宁县，北接青田县。总面积1293.24平方千米，山地面积占82.5%，森林覆盖率71%，地势自西北向东南倾斜。为典型山地的地貌。全境以山地、丘陵为主，素有“八山一水一分田”之称。宜人的气候和复杂多样的地貌类型周边山脉为洞宫山脉与南雁荡山的分支。。
最高为西北部的石垟林场顶峰，海拔1362米。山脉分属两支，江北属南田山脉，为洞宫山脉分支。江南为南雁荡山脉分支。最低为平和乡大垟口，海拔15米。山脉分属两支，江北属南田山脉，为洞宫山脉分支。江南为南雁荡山脉分支，从平阳县进入文成县，东入瑞安市。山顶上有平台，也是文成县山地的典型地貌。
河流绝大部分属飞云江水系，主要河流是飞云江（中上游），横贯县境南部，流经10个乡镇，流程43.5公里。
高山之巅出平湖。湖高湖大独特，文成境内的湖岛大多处于高山茂林间，湖水碧绿如镜，清澈见底。而且湖上有湖，湖中有岛，湖光山色非常优美。最大的湖泊当数飞云湖，湖面约35.4平方公里；最小的是在铜铃山森林公园，叫小瑶池，湖面只有近千平方米，但海拔却在1100米之上；自然生态味最浓郁、最纯真的则要数天顶湖，湖面约5.4平方公里，大约和杭州的西湖面积相似，海拔在630米之上。最数独特的而称文成“南比湖”的天顶湖、飞云湖。
县境属亚热带海洋季风气候区，年平均气温为14℃-18.5℃，最热月份7月，平均气温28.2℃，极端高度40.8℃，最冷月份1月，平均气温28.2℃，极端低稳零下4.7℃。常年无霜期285天。年降雨量1884.7毫米。气候常年温暖湿润，雨量充沛，为发展农、林、牧、副、渔业生产提供了优越条件，为旅游观光的良好气候环境。南田、百丈景区和石垟、叶胜森林公园夏季平均温度15℃，是不似庐山胜庐山的避暑圣地。
文成县是一个森林资源十分丰富，林木葱茏的生态县。全县拥有林业用地1358万亩，其中原始森林面积1.2万亩。森林覆盖率59.5%，活立木总畜积量160.07万立方米，常年采伐量1万立方米。建有4个国有林场，其中石垟林场曾为全国先进单位。有树龄百年以上，胸径1米以上的古树250多株，有国家保护的珍稀濒危树种18种。毛竹主要分布在双溪、汇溪及叶胜、石垟林场。蓄积量562万株，年采伐量104万株。其他林产品有油茶籽、油桐籽和乌桕籽。油茶籽年最高产量750吨。在原始森林中有脊椎动物5纲34目379种，其中列为国家重点保护的珍贵动物有华南虎、云豹、黑麂、黄腹角雉、猕猴、短尾猴、金钱豹、金猫、白颈长尾雉、穿山甲、水獭等17种，其他两栖类和鸟类等动物100余种，比中国临安天目山国家自然保护区的各种珍稀动物还要丰富。这些生物景光和生态资源，为开展生物考察、揽胜探秘的生态旅游活动提供了理想的先决条件。水利资源得天独厚，水能蕴藏量达50万千瓦，可开发资源42.29万千瓦，居温州市第一位，全省第五位。后相继建成百丈二级、三级电站，西坑高岭头一级、二级和三级电站，装机4.6万千瓦。全国最高水头百丈漈水力发电厂坐落在县城北面，装机容量20万千瓦的珊溪水利枢纽工程已竣工。
文成境内矿产资源分布面广量多，已发现的有锰、铜、金和铅锌矿等13种，其中尤以非金属矿花岗石、高岭土、萤石、叶腊石储量最为丰富。土特产遍布各地，现已规模经营的有柑、桔、梨、柿、香菇、竹笋、蕨菜及干菜系列等。旅游资源主要有刘基故里、百丈飞瀑、飞云江中上游山水和石胜林海四大景区，其中刘基庙为国家级文物保护单位，百丈漈瀑布高207米，为全国之最，历代文人墨客题咏甚多，飞云江中上游蜿蜒于崇山悬崖间，上游水急，中游滩潭相间，石胜林海山高峰奇林茂，谷幽石怪泉清。四大景区集湖光山色之大成，融自然人文景观为一体，民间还有许多美丽神奇的故事和传说，是风景如画的旅游胜地。
双桂乡石锟早已销往日本。已开采的10个氟石矿点储量37万吨，年出口美国500吨。

### 风景名胜
- 百丈漈—飞云湖，国家重点风景名胜区
- 刘基庙及墓，中国重点保护文物
- 铜铃山，国家森林公园
- 飞云湖景区
- 铜铃山森林公园
- 文成峡谷景廊

## 历史沿革
文成县名取自元末明初著名的政治家、军事家谋略、文学家刘基（字伯温）的谥号。明朝开国元勋、大明军师刘伯温死后，明朝第十一位皇帝明武宗于公元一五一四年下了一道诰令，说刘基“慷慨有志，刚毅多谋，学为帝师，才称王佐”，“占事考祥，明有征验；运筹画计，动中机宜”，是“渡江策士无双，开国文臣第一”，故“今特赠尔为太师，谥号文成。”经纬天地为文，安民立政为成，合言之，文成就是经天纬地、立政安民的意思。
春秋战国时期属瓯越地。
秦统一六国后，废封国，设郡县，属闽中郡。
西汉惠帝三年（前192）属东瓯国。
西汉始元二年（前85）以东瓯地回浦乡建立回浦县，为回浦县辖地，属会稽郡。
东汉章和元年（87），改回浦县为章安县。
东汉永和三年（138），析章安县东瓯乡置永宁县，为永宁县辖地。
东汉建安八年（203），析章安县南乡建立松阳县，青田地为其所辖。仍属会稽郡。
三国吴赤乌二年（239），析永宁县置罗阳县，瑞安、泰顺地为其所辖
三国吴太平二年（257），罗阳县、松阳县归属临海郡。
三国吴宝鼎三年（268），改罗阳县为安阳县。
西晋太康元年（280），改安阳县为安固县。
东晋太宁元年（323），从临海郡析置永嘉郡。松阳、安固2县均属永嘉郡。
隋开皇九年（589），废郡，改永嘉郡为处州，分松阳县东乡建立括苍青，青田为括苍县辖地。括苍、安固同属处州。
隋开皇十二后（592），处州改称括州。
隋大业三年（607），改括州为永嘉郡。
唐武德四年（621），永嘉郡复改称括州。
唐上元二年（675），析括州置温州。安固县为温州属地。
唐景云二年（711），从括苍县析置青田县，属括州。
唐天宝元年（742），改州为郡，括州改称缙云郡，温州改为永嘉郡。青田县属缙云郡，安固县属永嘉郡。
唐乾元元年（758），复改郡为州。缙云郡复称括州，永嘉郡复称温州。
唐大力十四年（779），又改括州为处州，青田县属处州。
唐天复二年（902），改安固县为瑞安县。
宋咸淳元年（1265）改温州为瑞安府。瑞安县为其一部分。
元至元十三年（1276），改瑞安府为浙江行省温州路。瑞安县为温州路一部分。元元贞元年（1295），瑞安县升为瑞安州，仍隶属温州路。
元代，青田县隶属浙江省处州路。
明洪武元年（1368），改温州路为温州府。
明洪武三年（1370），瑞安州复改为瑞安县。
明景泰三年（1452），析瑞安、平阳地置泰顺县。
明代，青田县隶属处州府。
清康熙六年（1667），浙江省设杭嘉湖、宁绍台、金衢严、温处四道。青田县隶属温处道处州府，瑞安、泰顺两县属温处道温州府。
清宣统三年（1911），浙江成立军政府，青田县属处州军政分府，瑞安、泰顺两县属温州军政分府。
民国3年（1914），温州、处州合并，称瓯海道。
民国16年（1927）废道，实行省、县二级制。县直隶浙江省。
民国21年（1932），实行县政督察制，县隶属行政督察区。瑞安县辖地先后属浙江省第十行政督察区、第四特区、永嘉行政督察区、第八行政督察区、第五行政督察区；青田县辖地先后属第十一行政督察区、第二特区、第九行政督察区、第七行政督察区、第六行政监察区；泰顺县辖地先后属第十二行政督察区、第三特区、永嘉行政督察区、第八行政督察区、第六行政督察区、第五行政督察区。
民国35年（1946）12月，行政院核准以瑞安、青田、泰顺三县边区析置文成县。
民国37年（1948）7月1日，文成县政府成立。县隶属浙江省第五行政督察区。
1949年5月8日文成县解放，6月改名大南县。
1949年8月，恢复文成县原名。
1958年10月撤销文成县，和瑞安县合并。
1961年9月，文成县又从瑞安县析置。
中华人民共和国成立后，文成县先后隶属浙江省第五专区、浙江省温州专区、浙江省温州地区革命委员会、浙江省温州地区。1981年9月，温州地、市合并，实行市管县体制，文成县归属温州市领导。

## 行政区划
文成县下辖12个镇、4个乡、1个民族乡：
百丈漈镇、二源镇、巨屿镇、大峃镇、珊溪镇、玉壶镇、南田镇、黄坦镇、西坑畲族镇、峃口镇、周壤镇、铜铃山镇、桂山乡、双桂乡、平和乡、公阳乡和周山畲族乡。
文成县位于浙江省的南面，温州市的西部，飞云江的中上游。东邻瑞安市，南界平阳、苍南县，西倚泰顺、景宁县，北接青田县。地理坐标为东经119.34～120.15、北纬27.34～27.59。　

### 行政区改革
2011年温州市进行乡镇行政区划调整。文成县的区划调整整体方案，文成县行政区划示意图通过合理确定空间开发格局与开发时序，进一步优化县域空间发展框架，加快改变长期以来生产要素配置分散的局面，努力提高要素配置的集约水平。調整後文成县辖大峃、珊溪、玉壶、南田、黄坦、西坑畲族、百丈漈、峃口、巨屿9个镇和周山畲族1个乡。
经过调整撤销龙川乡、樟台乡、金炉乡、里阳乡、周壤乡、金垟乡建制，原龙川乡、樟台乡、金炉乡、里阳乡的行政区域和原周壤乡除周龙村外的行政区域。
- 大峃镇辖6个社区、92个行政村；撤销仰山乡、桂山乡建制，其行政区域并入珊溪镇。原金垟乡部分行政区域（李山、小龙、横培、谷山等4个行政村）并入大峃镇。
- 珊溪镇辖1个居民区、47个行政村；撤销东溪乡、金星乡、朱雅乡、上林乡建制，其行政区域以及原周壤乡周龙村的行政区域并入玉壶镇。
- 玉壶镇辖44个行政村；撤销十源乡、黄寮乡建制，其行政区域并入南田镇。
- 南田镇辖31个行政村；撤销云湖乡、富岙乡建制，原云湖乡行政区域和原富岙乡除土盖后村外的行政区域并入黄坦镇。
- 黄坦镇辖45个行政村；撤销石垟乡、岭后乡、下垟乡建制，其行政区域并入西坑畲族镇。
- 西坑畲族镇辖27个行政村；撤销二源乡建制，其行政区域和原富岙乡土盖后村并入百丈漈镇。
- 百丈漈镇辖31个行政村；撤销峃口乡、双桂乡、公阳乡、平和乡建制，其行政区域和原金垟乡部分行政区域（溪口、良坑、渡渎、驮垟尾等4个行政村）合并设立峃口镇。
- 峃口镇辖35个行政村。

## 人口
根據第七次全国人口普查數據，截至2020年11月1日零時，文成縣常住人口為288168人。

## 风土人情
畲族的民间文学非常丰富，包括山歌、民族起源和诸天神传说、民间故事、谚语、儿歌等。既表现了鲜明的民族特点，又因与汉族长期杂居的关系，在他们独特的艺术风格中，也含有同汉族文化交流的因素。它集中而生动地反映了畲族的历史、政治、经济、生产、生活和乡土风情等情况，是我们中华民族文化宝库中的珍贵遗产之一。在畲族文学中山歌是它的主要部分。山歌大都在群众中以畲语唱形式代代相传，并不断得到丰富与发展，所以他们的文学基本上是民间口头文学。虽然也有一些汉文的手抄本，但那是借汉字记间，只供唱用。因此在歌本上创造了许多土俗字。
山歌的内容生动活泼，丰富多彩，题材广泛，形式多样，寓意深刻，比兴感人，韵调和谐，对仗工整，唱起来琅琅上口易学易记，形象生动逼真。
传统的文学作品，有些已散失无传，至今流传下来的，约有一千多篇，四、五万行。有追述本民族来源、迁徙和历史大事的长篇叙事诗歌，有富有艺术魅力的歌颂劳动和爱情的杂歌，有取材于汉族民间神话故事、章回小说、评话唱本等编成的小说歌。尤其是有关历史传说的山歌，更是家喻户晓人人会唱。浙江畲歌按歌词内容分，除上述几种外还有风俗歌、功德歌等。
- 长篇叙事诗歌，歌词篇幅较长，有高皇歌、麟豹王歌、来朝歌、元朝十八帝、盘古歌、长毛歌等，其中以高皇歌流传最广。
- 杂歌，形式自由，可长可短，数量极多，内容丰富，富有艺术魅力，多是畲族人民即兴创作的。
- 小说歌，又称全连本或戏出，畲民叫作大段，约有一百多种。多取材于汉族民间的神话故事、传说、章回小说、评话唱本等编成。
- 风俗歌，主要有嫁女歌和哭丧歌。在畲族婚姻嫁娶中，无论是嫁女或入赘，都要长夜盘歌。男方请来好歌手赤郎和行郎（抬花轿的），与女方歌手通宵达旦的对歌，通过对唱敬酒歌、对盏歌、度亲歌、撬蛙歌、嫁女歌彼此考察对方的唱歌能力。
- 功德歌，又称祭祖歌，做功德分做阴、做阳两种，死人丧事追荐亡魂的叫做阴，平时祈福禳灾的叫做阳。